# La Caravane sans chameaux
La Caravane sans chameaux est un texte publié en 1928 par Roland Dorgelès, aux éditions Albin Michel. L'auteur y relate son voyage au Proche-Orient, depuis l’Égypte jusqu'au Liban, en passant par la Palestine et la Syrie. Il y documente avec humour et mélancolie les mutations alors à l’œuvre au proche-Orient, dont la réalité s'éloigne de plus en plus de l'image figée et idéalisée qu'en avaient tracée les écrivains-voyageurs romantiques.

## Liste des chapitres
- I. A la découverte de l’Égypte
- II. Infidèles et Croyants
- III. Du bas de ces Pyramides
- IV. Le Saint-Sépulcre
- V. Rencontre au Mur des Lamentations
- VI. En regardant les Nebi-Moussa
- VII. Les cinq messes de Pâques
- VIII. Gens de Sion
- IX. Dans les Souks de Damas
- X. Du côté des Rebelles
- XI. Le Carrefour des Sables
- XII. Où régna Zénobie
- XIII. Au pays des Mirages
- XIV. Quand les Bédouins s'arrêteront
- XV. Un coup de Dingue ou à la recherche des conclusions.

## Réception
- Voici le compte-rendu qu'en fit la Nouvelle Revue française[2] :

« C'est un compromis entre les « notes de voyage » et les « itinéraires ». Des premières il a le tour vif et superficiel, des autres les réflexions, les haltes, sans mirage, de la pensée. L'ensemble donne l'impression d'un récit rapide qui tient plus du reportage littéraire que de l’œuvre châtiée, mûrie, riche en évocations ou fertile en aperçus nouveaux. Il est cependant juste de remarquer que Roland Dorgelès a le sens de la vie, de la foule, du mouvement, et qu'il excelle à dépeindre la cohue orientale, bariolée, grouillante et tumultueuse. C'est là une veine à exploiter pour un écrivain bien vu du public, et qui a la chance de vivre en pleine période de chaos, de révolutions. Aussi les pages relatives aux souks de Damas, aux manifestations hostiles et désordonnées des Musulmans à Jérusalem, réussissent-elles à donner au livre une réelle tenue. Bien entendu, l'auteur s'empresse d'aller aux Pyramides, mais avec l'intention ferme d'oublier les manuels d'histoire dont on affligea ses années d'écolier, en sixième par exemple ; - mais pour d'autres ruines, notamment celles de Palmyre, il ne peut s'empêcher de faire appel à ses souvenirs scolaires. Inconséquence sur laquelle nous n'insisterons pas. Aussi bien l'essentiel – pour faire vivant et neuf – n'est pas de renier puérilement des connaissances, mais de n'en être ni l'esclave, ni la dupe, et de savoir trouver autant d'intérêt actuel dans une inscription latine que sur les plaques émaillées d'un sleeping luxueux. »